# Georg Sandberger
Georg Sandberger (* 28. April 1940 in München) ist ein deutscher Jurist und ehemaliger Kanzler der Eberhard Karls Universität Tübingen.

## Leben
Nach Studium in München und Münster und der 1967 in Tübingen erfolgenden Promotion war Sandberger zunächst für ein Jahr als Research Fellow an der University of Michigan Law School, Ann Arbor, USA und anschließend als Akademischer (Ober)Rat an der Juristischen Fakultät der Universität Tübingen tätig. 1978 wurde er zum Kanzler der Eberhard-Karls-Universität Tübingen gewählt und übte das Kanzleramt 24 Jahre bis zum Eintritt in den Ruhestand 2003 aus.
Über seine Tätigkeit an der Universität Tübingen hinaus war Sandberger in vielen Gremien aktiv, u. a. als Berater des Ministeriums für Wissenschaft und Kunst Baden-Württemberg bei der Hochschulgesetz-Novelle 2005 sowie in der  Ethikkommission der Medizinischen Fakultät der Universität Tübingen. Überregional machte er sich insbesondere als Gutachter und Berater in Fragen der Hochschulmedizin einen Namen.
Neben seiner Tätigkeit als Universitätskanzler und darüber hinaus war Sandberger als Honorarprofessor der Juristischen Fakultät in Forschung und Lehre aktiv. Zu seinen Forschungs- und Lehrschwerpunkten zählt das Handels-, Gesellschafts- und das Wettbewerbsrecht sowie das Recht des Geistigen Eigentums. Er hat nach langwierigen Verhandlungen mit der Welt-Anti-Doping-Agentur (WADA) die Publikationsfreigabe einer Studie der Universität Tübingen und der Harvard Medical School über eine hohe Dopingquote in der internationalen Spitzen-Leichtathletik bewirken können.

## Veröffentlichungen (nur selbständig erscheinende)
- Die Nichtigkeit wettbewerbsbeschränkender Vereinbarungen und Beschlüsse im Recht der EWG, Tübingen 1969, ISBN 3-16-629741-3
- Rechtsfragen der Organisationsreform der Hochschulmedizin, Leipzig 1996, ISBN 3-931922-35-9
- Rechtsfragen von Hochschulverbünden und Hochschulfusionen, Leipzig 2005 (Leipziger Univ.-Verlag), Leipziger juristische Vorträge; 56, ISBN 3-86583-041-2
- Neuere Entwicklungen im Hochschulverfassungs- und Hochschulrecht: neue Handlungsspielräume für die Hochschulen und für das Hochschulmanagement? Berlin 2009 (Berliner Wissenschaftsverlag), Verwaltungsrecht und Verwaltungspraxis; 1

## Ehrungen
- Dr. jur. h.c (Leipzig, 2003)
- Universitätsmedaille der Eberhard-Karls-Universität Tübingen (2010)